# روش‌های خودکشی

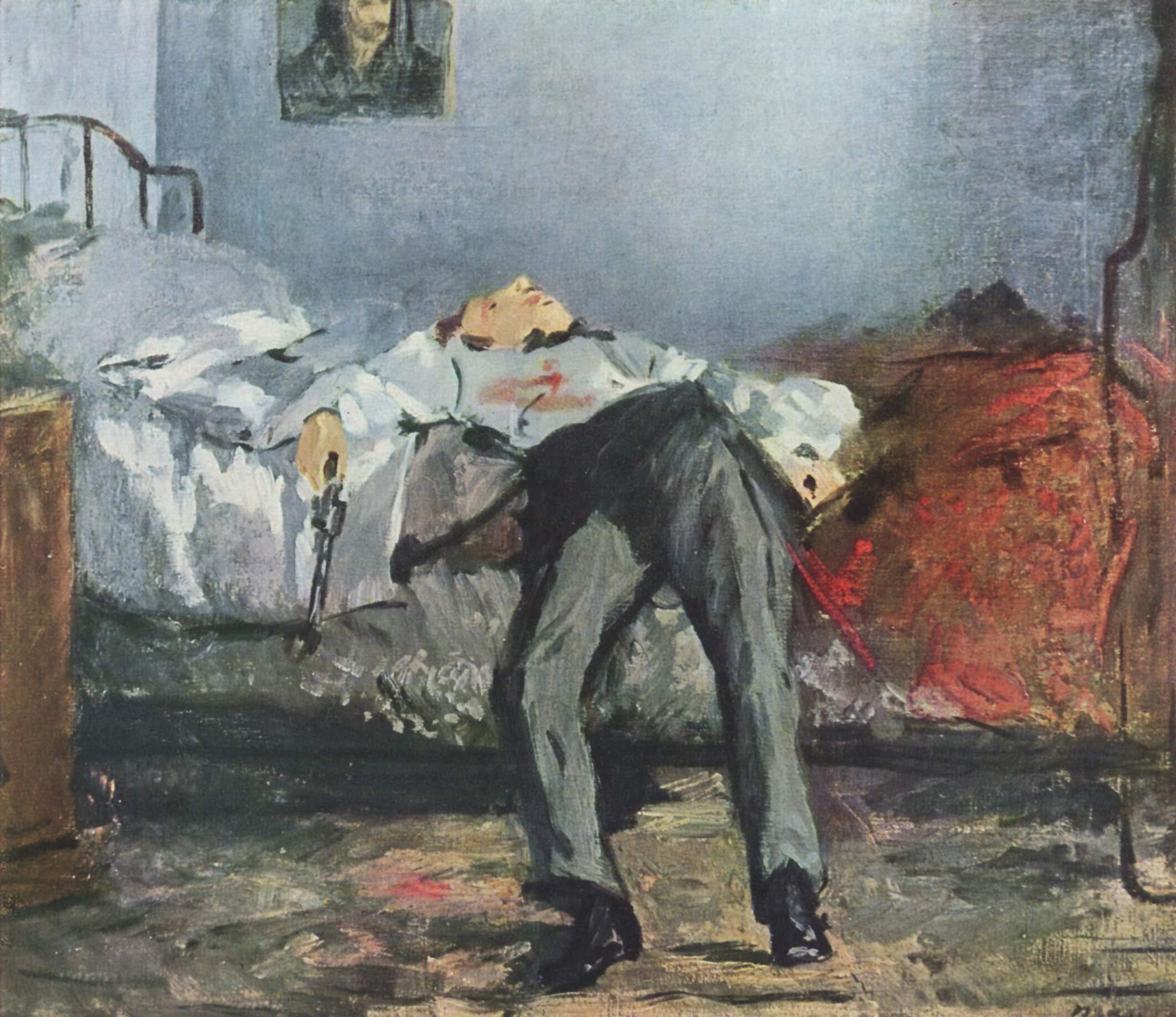
نقاشی خودکشی از ادوار مانه

روش‌های خودکشی مجموعه روش‌هایی هستند که شخصی برای پایان دادن به زندگی‌اش از آن‌ها استفاده می‌کند. خودکشی در تاریخ زندگی انسان همواره وجود داشته و روش‌های گوناگونی برای پایان دادن به زندگی به‌طور عمد به وجود آمده است؛ اما، در بسیاری از موارد، تلاش افراد برای خودکشی منجر به شکستگی استخوان‌ها یا صدمات سنگینِ دیگر به اندام‌های حیاتی بدن، همچون مغز، می‌شود. این صدمات می‌توانند تأثیراتی بلندمدت بر روی سلامت فرد بگذارند. در ایالات متحدهٔ آمریکا تنها ۸ درصد از تلاش برای خودکشی منجر به مرگ می‌شود.
خودکشی‌ها اغلب تصمیم‌های لحظه‌ای هستند، که ممکن است با دور کردن وسایل مربوط قابل پیشگیری باشند. کم کردن دسترسی به وسایل مربوط به خودکشی یکی از روش‌های متداول است که منجر به کاهش کلی تعداد خودکشی‌ها می‌شود. برخی از انواع این کار شامل محدود کردن دسترسی به آفت‌کش‌ها، سلاح‌های گرم و داروهای شناخته‌شده است. اقدامات مهم دیگر، داشتن سیاست‌هایی برای استفادهٔ بیش‌ازحد الکل و درمان اختلالات روانی است. اقدامات کنترل اسلحه در برخی کشورها باعث کاهش خودکشی و سایر مرگ‌های مرتبط با اسلحه بوده است.

## گزارش رسانه‌ها
گزارش رسانه‌ای از روش‌های استفاده شده در خودکشی توسط سازمان جهانی بهداشت، آژانس‌های بهداشت دولتی، دانشگاه‌ها و خبرگزاری آسوشیتد پرس و دیگران «دلسرد کننده» توصیف شده. توضیحات دقیق دربارهٔ خودکشی‌ها یا ویژگی‌های شخصی فردی که فوت کرده است، به خودکشی‌های تقلیدی (سرایت خودکشی) کمک می‌کند. توضیحات دراماتیک یا نامناسب از خودکشی‌های فردی توسط رسانه‌های جمعی به‌طور خاص با خودکشی‌های تقلیدی در میان نوجوانان مرتبط است. اندرو سولومون در نوشتن برای نیویورکر دربارهٔ خودکشی افراد مشهور نوشت: «شما که این مطلب را می‌خوانید در حال حاضر از نظر آماری در معرض خطر خودکشی هستید.»
دستورالعمل‌های گزارش‌دهی رسانه‌ها در مورد «محتوای آنلاین از جمله پوشش رسانه‌ای تولید شده توسط شهروندان» نیز اعمال می‌شود. توصیه‌هایی برای گزارش خودکشی که توسط روزنامه‌نگاران، گروه‌های پیشگیری از خودکشی و سازمان‌های غیرانتفاعی ایمنی اینترنتی ایجاد شده است، پیوند دادن به منابعی مانند فهرست خطوط بحران خودکشی و اطلاعات در مورد عوامل خطر خودکشی و گزارش خودکشی را به عنوان یک عامل چندگانه تشویق می‌کند. -وجهه، مسئله سلامت قابل درمان.

## انواع

### خفگی
خودکشی از راه خفگی با جلوگیری از نفس کشیدن یا محدود کردن جذب اکسیژن در هنگام تنفس که باعث کمبود اکسیژن و در نهایت خفگی می‌شود، انجام می‌پذیرد. این روش خفگی نام دارد و ممکن است با کیسه خودکشی که بر سر ثابت شده، باشد یا حبس در یک فضای سربسته بدون اکسیژن یا به شیوه دار زدن انجام شود.

### اسلحهٔ گرم

آمار خودکشی با سلاح گرم

یکی از روش‌های خودکشی، خودکشی با اسلحهٔ گرم است. فرد اغلب سر، داخل دهان، زیر چانه یا قفسهٔ سینه را با سلاح نشانه می‌رود و ماشه را می‌چکاند. خودکشی شکست خورده در این روش ممکن است منجر به درد شدید مزمن برای بیمار و همچنین کاهش توانایی‌های شناختی و عملکرد حرکتی وی شود. در این روش خودکشی محیط بسیار آلوده می‌شود و بخش‌های بدن تا چندین متر پخش می‌شوند. حتی خودکشی با انواعی از گلوله‌های توخالی می‌تواند به انفجار سر منتهی شود.

### آمپول هوا
با تزریق سرنگ هوا به خون لخته خون (ترومبوز) ایجاد می‌شود و موجب انسداد رگ‌ها، آمبولی هوا و در نهایت باعث مرگ می‌شود.

### انفجار
به واسطه خارج کردن مقدار زیادی انرژی به وسیله سوخت آتش‌گیر انجام می‌گیرد؛
مانند انفجار بشکه بنزین یا آتش زدن کپسول پر از گاز مایع.

### برق‌گرفتگی
خودکشی با برق می‌تواند با استفاده از شوک الکتریکی کُشنده صورت پذیرد. این کار با نامنظم کردن کار بافت گرهی قلب انجام می‌پذیرد؛ بدین معنی که حفره‌های قلب بین ضربان خود به‌طور ناهماهنگ منقبض شود و موجب توقف جریان خون شود. بسته به میزان جریان برق حتی سوختگی اندام‌ها متصور است.
شواهد نشان می‌دهد که برق‌گرفتگی بسیار دردناک و رنج‌بار است.

### پرش از ارتفاع
پریدن از ارتفاع می‌تواند به‌طور مثال از پنجره، بالکن، پشت‌بام یک ساختمان بلند، صخره، سد یا پل صورت پذیرد. این روش در اکثر موارد در صورتی که به مرگ نیانجامد، منجر به عوارض شدیدی همچون فلج شدن و شکستگی استخوان می‌شود. پریدن از ارتفاع یکی از غیررایج‌ترین روش‌های خودکشی (کمتر از ۲٪ خودکشی‌های گزارش‌شده در آمریکا در سال ۲۰۰۵) بوده است.

### تصادف

#### اتومبیل
این روش در یک سوم موارد به مرگ نمی‌انجامد و در باقی موارد به‌طور متوسط ۲۰ دقیقه پس از برخورد با اتومبیل طول می‌کشد.

#### راه‌آهن
در این روش مرگ به‌طور متوسط ۱۸ دقیقه پس از برخورد با قطار به طول می‌انجامد.

### خودسوزی
در این روش فرد بیش از تمامی روش‌های خودکشی درد را تجربه می‌کند؛ به‌طوری‌که در مقیاس ۰ تا ۱۰۰، درد این روش ۹۵ خواهد بود.

### خودکشی غیر مستقیم
این خودکشی در واقع مأمور کردن شخص دیگر برای انجام عمل خودکشی می‌باشد که شخص عامل در ازای پولی مشخص و گاه بدون پول این کار را آنگونه که شخص مقتول می‌خواهد انجام می‌دهد.
در اغلب موارد هم شخص مقتول می‌خواهد این کار به‌طوری‌که او می‌خواهد انجام دهد.
شواهد فراوانی از خودکشی غیرمستقیم به وسیله مجازات اعدام در میان زندانیان مستعمره‌نشین استرالیا وجود دارد. زندانیانی که می‌خواستند از شرایط مشقت‌بار خود فرار کنند، فرد دیگری را به قتل می‌رساندند. این امر به دلیل تابو مذهبی خودکشی مستقیم است. این باور وجود داشت که کسی که مرتکب خودکشی می‌شود به جهنم می‌رود، در حالی که کسی که مرتکب قتل می‌شود می‌تواند قبل از اعدام گناهان خود را پاک کند.
اوج این روش در گروه‌هایی از زندانیان جزیره نورفک دیده شده است که لاتاری (قرعه کشی) خودکشی انجام می‌دادند. زندانیان با روش کشیدن نی، زندانی دیگری که باید بکشند را انتخاب می‌کردند. بازماندگان شاهد عملیات بودند و ممکن بود به سیدنی فرستاده شوند زیرا در جزیره نورفک محاکمات بزرگ انجام نمی‌شود. بدین ترتیب بازماندگان نیز از زندان جزیره مرخصی پیدا می‌کردند. دربارهٔ تعداد قرعه کشی‌های خودکشی اطلاعات دقیقی در دست نیست. بازماندگانی که زنده مانده‌اند مدعی هستند که این کار خیلی رواج داشت، اما احتمالاً چنین ادعاهایی اغراق‌آمیز است.

### خون‌ریزی
خودکشی از طریق خون‌کِشی عبارت است از کاهش حجم و فشار خون تا حد بحرانی. این کار معمولاً در نتیجهٔ صدمه زدن به شریان است، به‌طوری‌که حجم خون در بدن به‌اندازه‌ای پایین می‌آید که سیستم بدن متوقف می‌شود و مرگ رخ می‌دهد.

#### بریدن مچ دست
بریدن مچ دست گاهی با هدف آسیب رساندن به خود انجام می‌شود و نه خودکشی. با این حال، اگر خون‌ریزی به مدت طولانی ادامه یابد و مراقبتی صورت نگیرد، با نامنظم کار کردن قلب، و پس از کاهش شدید حجم خون، شوک، توقف گردش خون یا ایست قلبی و مرگ می‌تواند رخ دهد. در اقدام به خودکشی شکست خورده، شخص ممکن است آسیب تاندون و عصب‌ها که کنترل عضلات دست را به‌عهده دارند تجربه کند، که می‌تواند به کاهش موقت یا دائم لامسهٔ قربانی یا درد مزمن یا درد نامنظم منجر شود. به‌طور متوسط ۰٫۶٪ از خودکشی‌ها در این روش به مرگ منجر شده است.

### دار زدن
آویختن خود از ناحیهٔ گردن با طناب از یک جای ثابت و محکم یکی دیگر از روش‌های خودکشی است. بسته به ضخامت و اندازه و شرایط حلقهٔ دار فرد دچار خفگی یا شکستن گردن خواهد شد. در صورتی که خودکشی موفقیت‌آمیز انجام شود، علت مرگ فرد به مقدار ارتفاعی که از آن به پایین افتاده است، بستگی خواهد داشت. اگر از ارتفاع کمی افتاده باشد، مرگ در اثر خفگی خواهد بود و فرد کمبود اکسیژن، سوزن سوزن شدن پوست، سرگیجه، محدود شدن دید، تشنج، شوک و پر شدن خون از دی‌اکسید کربن را تجربه خواهد کرد. یک یا هر دو شاهرگ نیز ممکن است فشرده و بسته شوند تا آن‌جا که خون کافی به مغز نرسد و نهایتاً به مرگ منجر شود. درافتادن از ارتفاع زیاد فرد احتمالاً دچار یک یا چند شکستگی مهره گردن بین مهرهٔ دوم و پنجم می‌شود، که ممکن است باعث فلج شدن یا مرگ شود. درافتادن از ارتفاع بسیار زیاد ممکن است، مرگ همراه با جدایی سر از بدن اتفاق افتد. دار زدن یکی از روش‌های خودکشی در جوامع پیش از دوران صنعتی شدن و بیشتر متعلق به مناطق حومه‌نشین است تا شهری. همچنین یکی از روش‌های خودکشی در زندان است؛ زمانی که روش‌ها یا وسایل دیگر در دسترس نباشند.

### سرما
خودکشی از روش قرارگیری در سرما یک مرگ تدریجی است که چندین مرحله دارد. ابتدا با نشانه‌های خفیف آغاز می‌شود و در نهایت به مرگ ختم می‌شود. این روش شامل لرز، هذیان، توهم، احساس گرما و سرانجام مرگ می‌شود. در صورتی‌که اندام فرد هنوز از کار نیفتاده باشند، کماکان امکان مرگ مغزی وجود خواهد داشت. این روش یکی از دردآورترین روش‌ها است.

### سیانور
مصرف مقدار ۰/۰۵ گرم سیانور نیز باعث جلوگیری از کارکرد تنفسی بدن و در نتیجه موجب مرگ می‌شود. این ماده به صورت قرص و به نام قرص خودکشی شناخته می‌شود.
در کتاب خروج نهایی، درک همفری مثال‌هایی که مرگ سریع بوده و همچنین مثال‌هایی که مرگ خشن و دردناک بوده است را نقل قول کرده است. سپس هامفری نتیجه می‌گیرد که بهتر است از این روش استفاده نشود. پتاسیم کلرید (تزریقی) نیز گفته می‌شود بالقوه مرگ‌آور است؛ و البته روش قابل دسترس تری است. با این حال تعیین دوز کشندهٔ حداقلی کمی پیچیده است.

### سپوکو (هاراکیری)
نوعی روش خودکشی توسط سامورایی‌ها در گذشته که توسط شمشیر صورت می‌گرفت. در این روش شمشیر یا جسم تیز را روی قفسه سینه و قلب قرارداده و با فشار شمشیر را وارد قلب می‌کنند.
گفته می‌شود این روش بسیار دردناک بوده و درد آن مانند ریختن اب جوش روی سینه است.

### غرق شدن

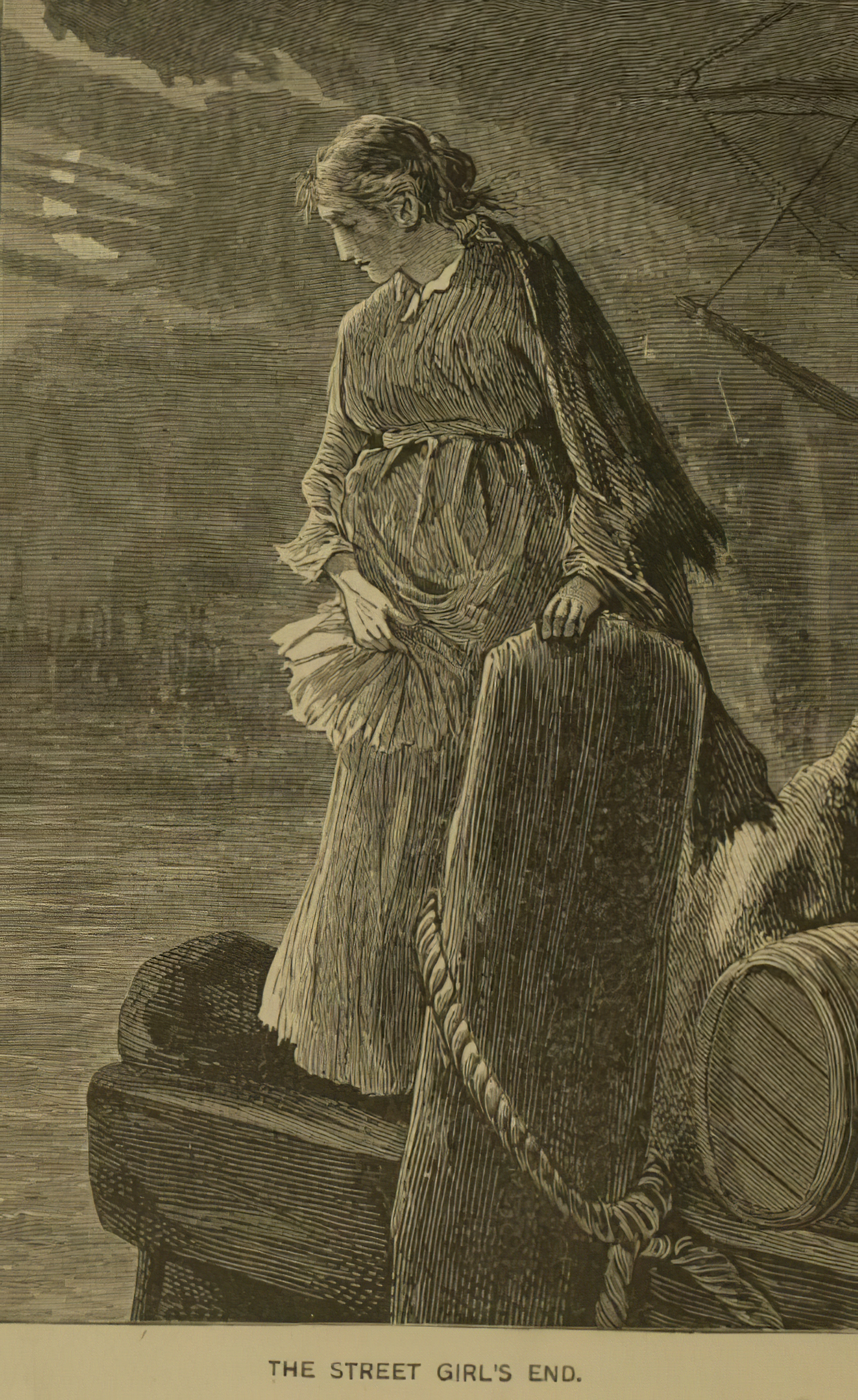
دختر بی‌خانمان به غرق‌کردن خود فکر می‌کند

خودکشی با روش غرق شدن با فرورفتن در آب یا مایع‌های دیگر برای جلوگیری از تنفس و رسیدن اکسیژن به مغز انجام می‌شود. با توجه به عکس‌العمل طبیعی بدن برای خروج از آب، معمولاً از بستن یک جسم سنگین به خود برای مقابله با این رفلکس استفاده می‌شود. سیستم عصبی مرکزی فرد ناخواسته به ماهیچه‌های سیستم تنفسی فرد پیام انقباض می‌فرستد و فرد در آب نفس می‌کشد. مرگ معمولاً زمانی اتفاق می‌افتد که سطح اکسیژن به اندازه‌ای کاهش یابد که حفظ سلول‌های مغز ناممکن شود. این یکی از کمترین روش‌های انتخاب شده برای خودکشی در میان روش‌های معمول خودکشی و برای کمتر از ۲٪ از خودکشی‌های گزارش شده در ایالات متحده است. مرگ در غرق شدن در دریاچه، استخر یا دریا به‌طور متوسط ۱۸ دقیقه به طول می‌انجامد و درد تجربه شده در مقیاس ۰ تا ۱۰۰، در این روش ۸۰ است.

### کم‌آبی
مرگ براثر کمبود آب بدن می‌تواند طی چند روز تا چند هفته رخ دهد. این به این معنی است که برخلاف بسیاری از روشهای خودکشی، این روش نمی‌تواند به سرعت و بدون تفکر کافی انجام شود. افرادی که بر اثر کم‌آبی می‌میرند معمولاً قبل از مرگ دچار بیهوشی می‌شوند و ممکن است مواردی مانند روان‌آشفتگی و برهم خوردن تعادل سدیم را تجربه کنند.

### گرسنگی
یک اعتصاب غذا می‌تواند نهایتاً منجر به مرگ شود. در هند دو روش خودکشی با گرسنگی به نام‌های سانثارا و پرایوپاوسا وجود دارد.

### مسمومیت

#### مسمومیت آب
نوشیدن بیش از حد آب شخص را در معرض خطر مسمومیت با آب قرار می‌دهد. نوشیدن بیش از ۴ لیتر آب در مدت کمتر از ۲ ساعت یا ۱۴ لیتر آب در ۱۲ ساعت، با شستن نمک و املاح ضروری و حیاتی بدن می‌تواند به مرگ فرد منجر شود.

#### آفت‌کشها
سم قرص برنج سمی است که بر روی سلول‌های بدن تأثیر بدی دارد و تنفس سلولی را از بین می‌برد و باعث آسیب جدی به اعضا و ارگان‌های حساس بدن مانند کلیه‌ها و قلب می‌شود. مرگ بر اثر مصرف قرص برنج مرگی دردناک است. فرد عطش زیادی دارد و تا زنده است، هوشیار و بیدار بوده و سوزش شدیدی در بدن خود احساس می‌کند.
- استفاده از مقدار ناکافی قرص خواب‌آور به خوابی طولانی و در نهایت استفراغ و بیداری در بیمارستان می‌انجامد. مصرف الکل به همراه قرص خواب‌آور احتمال کشنده بودن ترکیب را بالا می‌برد اما مصرف زیاد الکل می‌تواند باعث ایجاد حالت تهوع شود و فرد با استفراغ قرص‌ها راهی بیمارستان گردد. برای جلوگیری از حالت تهوع مقدار کمی نوشیدنی خوش طعم می‌نوشند.[۳۳][۳۴]
- مصرف بیش از ۳۰۰ میلی‌گرم متادون همراه با الکل (با شکم خالی) در کمتر از ۵۰ دقیقه منجر به مرگ در نیمی از افراد می‌شود. لازم است ذکر شود که گاهی بدن افراد پس از مصرف متادون نسبت به آن مقاوم می‌شود و این دارو تأثیر خود را از دست می‌دهد.[۳۵] سالانه حدود ۵۰۰۰ نفر در ایالت متحده آمریکا بر اثر مصرف نادرست متادون جان خود را از دست می‌دهند.[۳۶]
- مصرف بیش از حد قرص پاراستامول / استامینوفن (Paracetamol / acetaminophen) کبد را برای همیشه و به‌طور کامل از کار می‌اندازد، و مرگی بسیار طولانی و رنجبار اما قطعی را که می‌تواند چندین روز، هفته، تا یکسال به طول انجامد به همراه دارد.[۳۷]

#### گچ ساختمانی
یکی از عجیب‌ترین شیوه‌های خودکشی، خودکشی با گچ ساختمانی‌ست که اخیراً در استان لرستان، در شهرهای خرم‌آباد، پلدختر و نورآباد روی داده است. در بررسی دفاتر آماری بیماران بستری شده در بیمارستان شهدای عشایر در شهر خرم‌آباد، از تاریخ ۱ مهر ۱۳۷۴ تا ۳۰ مهر ۱۳۷۹ جمعاً نام ۴۸ مورد بیمار خودکشی‌کرده با گچ ثبت شده است. این افراد برای خودکشی، گچ را در لیوان آب حل و به صورت محلول مصرف کرده‌اند. گچ در مسیر دستگاه گوارش به جسمی سخت تبدیل گردیده و موجب انسداد مسیر می‌شود. اگر اقدام کنندگان به خودکشی در ساعات اولیه مصرف گچ محلول به بیمارستان نرسند، به کار گرفتن دستگاه سنگ‌شکن و عمل جراحی ضروری‌ست و تأخیر در این کار به مرگ فرد منتهی می‌شود.

#### مواد مخدر
خوردن دو تا سه قاشق چایخوری تریاک به تنهایی یا به صورت محلول در الکل می‌تواند به مرگ فرد منجر شود. مصرف بیش از ۷۵ تا ۳۷۵ میلی‌گرم هروئین برای فردی با وزن ۷۵ کیلوگرم، در نیمی از جمعیت، احتمال منجر شدن به مرگ را داراست.

#### کربن مونواکسید
روش معمول شامل تنفس مقدار زیادی از کربن مونوکسید است. مرگ معمولاً از طریق هیپوکسی رخ می‌دهد. در اغلب موارد، کربن مونوکسید، به این دلیل برای روشی برای خودکشی استفاده می‌شود، چراکه این ماده به آسانی می‌تواند توسط یک احتراق ناقص تولید شود. یک تلاش ناموفق در این مسیر می‌تواند منجر به از دست رفتن حافظه و سایر علائم شود.

#### نمک
خوردن بسیار کم یا بسیار زیاد نمک خوراکی در رژیم روزانه می‌تواند به گرفتگی عضلات، سرگیجه یا نامتعادل شدن الکترولیت یا رسانایی در بدن شود که می‌تواند مشکلات عصب‌شناختی یا مرگ به همراه داشته باشد. نوشیدن بیش از حد آب در حالی‌که فرد نمک کافی مصرف نکند شخص را در معرض خطر مسمومیت با آب قرار می‌دهد. مصرف آب‌نمک بسیار غلیظ به حدی که ۱ گرم نمک خوراکی به ازای هر کیلوگرم وزن بدن خورده شود می‌تواند در مدت کوتاهی به مرگ فرد منجر شود. این روش فشار خون را به شدت بالا می‌برد و استفراغ و اسپاسم ایجاد می‌کند.

#### سایر سموم
خوردن ۲۰۰ تا ۳۰۰ میلی‌گرم سیانید به مرگ فرد منجر می‌شود. مرگ در این روش حتمی است و ۲ دقیقه به طول می‌انجامد. همچنین خوردن ۱۰ گرم مرگ موش سیاه رنگ در عرض نیم ساعت موجب مرگ فرد می‌شود.

## در رسانه‌ها
امروزه برخی کتاب‌ها همچون کتابچه راهنمای داروی آرام و خروج نهایی موجود هستند که به خودکشی کمک می‌کنند و از روش‌هایی برای رسیدن به اتانازی صحبت می‌کنند. این چنین کتابهایی در برخی از کشورها جز کتابهای ممنوعه هستند.
علاوه‌بر این، مکان‌هایی در برخی از کشورها وجود دارند که به‌عنوان مکان‌هایی برای خودکشی شناخته می‌شوند. از جمله این مکان‌ها، پل‌ها هستند که پل گلدن گیت یکی از آنها است. در مجموع و تا سال ۲۰۱۲، تعداد ۱۵۵۸ نفر روی این پل اقدام به خودکشی کرده‌اند که از این میان، تنها ۳۳ نفر نجات یافته‌اند.